# Сан-Кристобаль-де-лас-Касас
Сан-Кристобаль-де-лас-Касас (исп. San Cristóbal de las Casas) — город в Мексике, штат Чьяпас, входит в состав одноимённого муниципалитета и является его административным центром. Численность населения, по данным переписи 2020 года, составила 183 509 человек.

## История
Поселение было основано 31 марта 1528 года в долине, которую туземцы называли Уэйсакатлан, что с языка науатль можно перевести как — большая трава. Испанские конкистадоры во главе с Диего де Масарьегосом основали здесь столицу провинции Чьяпас — Вилья-Реаль-де-Чьяпа.
7 июля 1536 года поселение становится городом Сьюдад-Реаль-де-Чьяпа.
20 сентября 1786 года по распоряжению Карла III город становится столицей интендантства.
27 июля 1829 года губернатор штата Эметерио Пинеда переименовал город в Сан-Кристобаль, в честь Святого Христофора.
31 мая 1848 года к названию города была добавлена фамилия первого епископа Чьяпаса — Бартоломе де лас Касаса.
В период смут столица штата несколько раз переносилась в Тустла-Гутьеррес, и окончательно была перенесена туда 9 августа 1892 года.